# WC (rapper)
WC (eg. William L. Calhoun Jr. født i 9. august 1970) er en amerikansk rapper som har været med i hiphop-grupperne WC and the Madd Circle, Low Profile og Westside Connection. I 2005 skrev han sig på Ice Cubes pladeselskab Lench Mob Records og har udgivet 4 soloskiver, The Shadiest One (1998), Ghetto Heisman (2002), Guilty by Affiliation (2007) og Revenge of the Barracuda (en)(2011). Han er med i den amerikanske bande Crips.
Han er også en figur man kan vælge at spille som og imod i kampspillet Def Jam: Fight for NY fra 2004.
I 2011/12 var han med på LOC's sang "Jetlag".

## Diskografi
- 1998: The Shadiest One
- 2002: Ghetto Heisman
- 2007: Guilty by Affiliation
- 2011: Revenge of the Barracuda

## Filmografi
- 1995: Friday
- 1996: Set It Off
- 1999: Thicker Than Water
- 2001: Air Rage
- 2001: Stranded
- 2003: WC: Bandana Swangin – All That Glitters Ain't Gold
- 2006: Belly 2: Millionaire Boyz Club